# Chattanoogaveldtocht

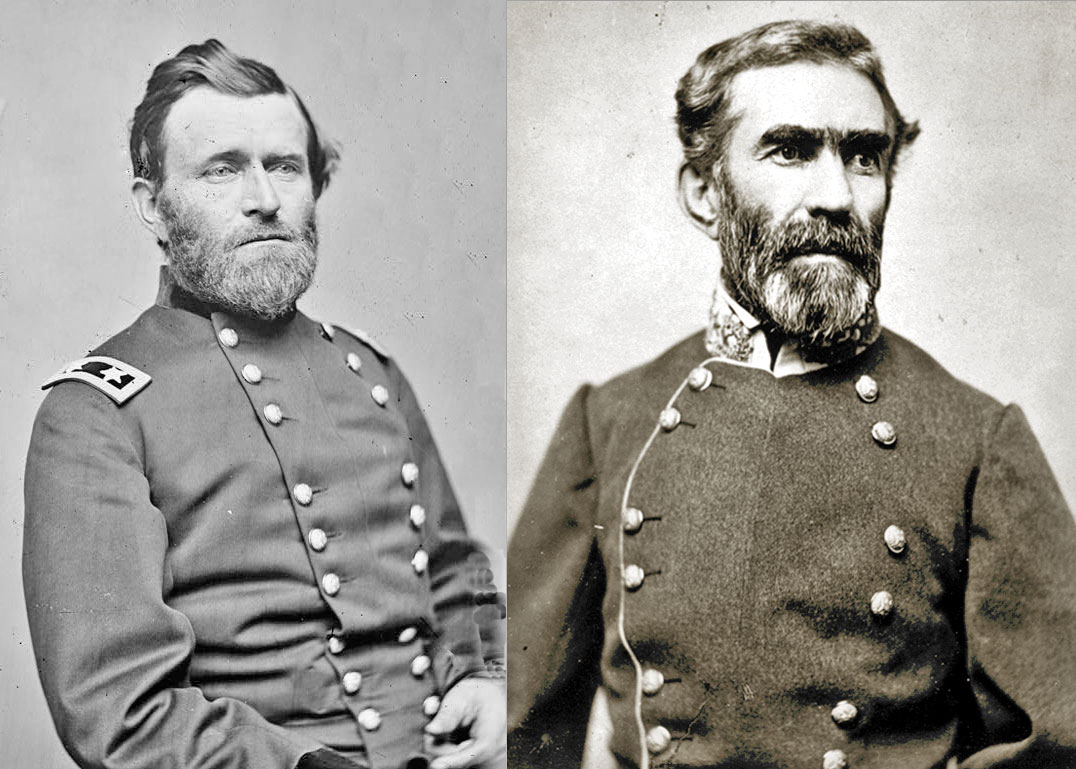
Generaal-majoor Ulysses S. Grant en generaal Braxton Bragg, bevelhebbers tijdens de Chattanoogaveldtocht

De Chattanoogaveldtocht vond plaats in oktober en november 1863 in en rond Chattanooga, Tennessee tijdens de Amerikaanse Burgeroorlog. Na de nederlaag van het Noordelijke Army of the Cumberland onder leiding van generaal-majoor William S. Rosecrans bij Chickamauga in september trokken de Noordelijken zich terug naar de fortificaties in en rond Chattanooga. De Zuidelijken onder leiding van generaal Braxton Bragg sloegen het beleg op rond de stad. Generaal-majoor Ulysses S. Grant kreeg het bevel over alle Noordelijke troepen aan het westelijke front. Hij vroeg en kreeg nieuwe versterkingen vanuit het oosten.
Na het heropenen van de bevoorradingslinies naar de belegerde stad kon hij de hongerige soldaten herbevoorraden. Op 22 oktober 1863 sloeg hij in de Slag bij Wauhatchie een Zuidelijke tegenaanval af. Op 23 november waren de Noordelijken sterk genoeg om tot de aanval over te gaan. Het Army of the Cumberland, onder leiding van generaal-majoor George H. Thomas, viel de hoger gelegen plaatsen rond de stad aan terwijl het Army of the Tennessee onder leiding van generaal-majoor William T. Sherman een verrassingsaanval uitvoerde op de vijandelijke linkerflank. Dit zou later bekend worden als de Slag bij Missionary Ridge. Op 24 november versloeg generaal-majoor Joseph Hooker de Zuidelijken bij Loukout Mountain. Zo konden de Noordelijken nog meer troepen vrijmaken om vanuit het oosten de Zuidelijke stellingen bij Chattanooga te bedreigen.
Op 25 november viel Sherman opnieuw aan. Hij kon maar weinig vooruitgang boeken. Om Braggs aandacht van Shermans pogingen af te leiden liet Grant Thomas’ leger een aanval uitvoeren op het centrum van de Zuidelijke stellingen bij de voet van Missionary Ridge. Door miscommunicatie vielen de Noordelijken de vijand aan op de top van de heuvelrug. De Zuidelijke linies braken en de Zuidelijken trokken zich terug naar Dalton, Georgia. In de Slag bij Ringgold Gap voerden de Zuidelijken een succesvol achterhoede gevecht. Braggs nederlaag betekende het einde van de Zuidelijke aanwezigheid en invloed in Tennessee. Dit Noordelijke succes zou opgevolgd worden door de Atlantaveldtocht in 1864 onder leiding van Sherman.

## Achtergrond
Chattanooga was een strategisch belangrijke knooppunt van spoorwegen die Nashville en Knoxville in het noorden verbonden met Atlanta in het zuiden. Daarnaast had Chattanooga een belangrijke ijzerindustrie. De stad lag ook bij de rivier de Tennessee. In september 1863 voerde het Noordelijke Army of the Cumberland, onder leiding van generaal-majoor William S. Rosecrans, een reeks van manoeuvres uit die het Zuidelijke Army of Tennessee uit Chattanooga verjoeg. De Zuidelijken trokken zich terug in Georgia. Rosecrans zette de achtervolging in. Dit leidde tot een treffen in de Slag bij Chickamauga op 19 september en 20 september. Bragg behaalde een klinkende overwinning nadat er een gat ontstaan was in de Noordelijke slaglinie en luitenant-generaal James Longstreet deze zwakte ten volle had uitgebuit. Het Noordelijke leger werd gered van totale vernietiging door het achterhoedegevecht van generaal-majoor George H. Thomas op Snodgrass Hill. Rosecrans’ leger kon zich terugtrekken naar Chattanooga. Bragg zette de achtervolging niet in en probeerde ook niet om de vijandelijke linies van terugtocht aan te vallen. Het Noordelijke leger groef zich in Chattanooga in.
Bragg had drie opties om zijn vijand te verslaan. Hij kon Rosecrans flankeren door de Tennessee over te steken. Ofwel kon hij een rechtstreekse maar kostbare aanval uitvoeren op de verdedigingswerken. Een derde mogelijkheid was de vijand uit te hongeren. De eerste optie was praktisch niet haalbaar omdat Braggs leger een tekort had aan munitie. Een frontale aanval zou te kostbaar zijn. Bragg had inlichtingen ontvangen dat het vijandelijke leger maar voor zes dagen aan voedsel had. Daarom besliste Bragg om de stad te belegeren. Ondertussen kreeg hij de tijd om zijn eigen leger te herbevoorraden om alsnog de Tennessee over te steken.

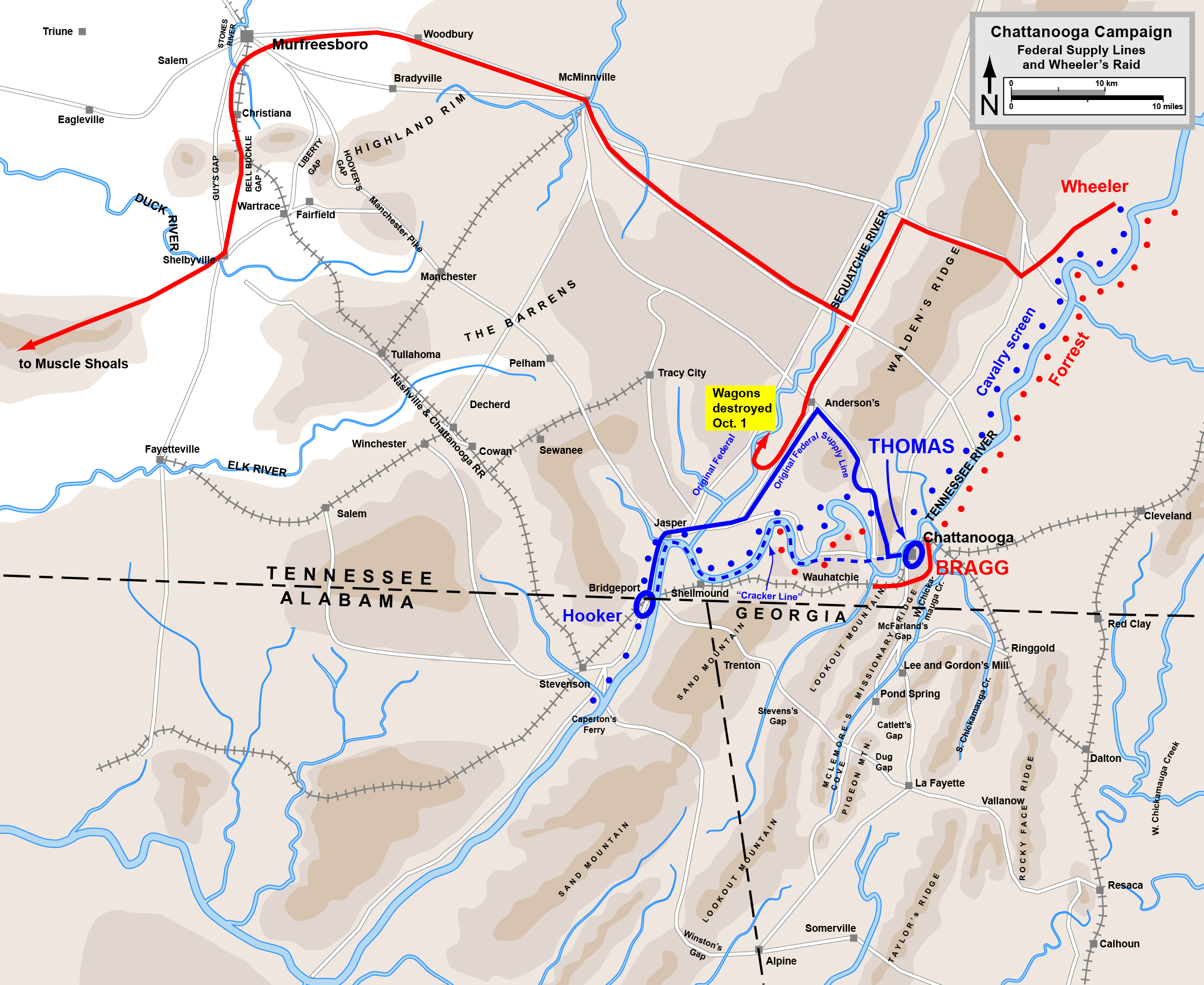
Noordelijke toevoerlijnen en Wheelers Raid in oktober 1863

De Zuidelijken nestelden zich op Missionary Ridge en Lookout Mountain. Beide locaties boden een zeer goed zicht op de stad en de Tennessee en dus de Noordelijke toevoerlijnen. Bragg nam geen initiatief om in het offensief te gaan. Hij had vijanden te verslaan binnen zijn eigen staf. Op 29 september ontnam hij twee van zijn commandanten het bevel, namelijk Generaal-majoor Thomas C. Hindman en luitenant-generaal Leonidas Polk. Op 4 oktober stuurden 12 van zijn officieren een petitie naar president Jefferson Davis om Bragg van zijn functie te ontgeven. Davis reisde persoonlijk naar Chattanooga om de klachten te aanhoren. Davis besloot om Bragg niet te ontslaan. Bragg ontsloeg hierna ook nog luitenant-generaal Daniel H. Hill en generaal-majoor Simon B. Buckner.
Ondertussen leed Rosecrans aan psychologische problemen zodat hij geen besluit kon nemen om het beleg te doorbreken. De soldaten leden al snel onder de tekorten. Veel van hun paarden en muilezels stierven snel. De enige bevoorradingslijn die niet in handen van de vijand gevallen was een 90 km lange weg over Walden’s Ridge. Hevige regenval in het begin van september had lange stukken van de weg onbegaanbaar gemaakt. Op 1 oktober onderschepte generaal-majoor Joseph Wheelers Zuidelijke cavalerie een Noordelijke bagagetrein van 800 wagens. Verschillende honderden wagens werden verbrand en de trekdieren doodgeschoten. Tegen eind oktober bestond het rantsoen van een Noordelijke soldaat in Chattanooga uit “vier sneden hard brood en 250 gram varkensvlees” die om de vier dagen uitgedeeld werd.
De Noordelijken begonnen onmiddellijk aan de voorbereidingen om de stad te ontzetten. Slechts enkele uren na de nederlaag bij Chickamauga stuurde Secretary of War Edwin M. Stanton het bevel naar generaal-majoor Joseph Hooker om 15.000 soldaten van het Army of the Potomac naar Chattanooga te sturen. Generaal-majoor Ulysses S. Grant diende 20.000 soldaten te sturen onder leiding van generaal-majoor William T. Sherman vanuit Vicksburg. Op 29 september kreeg Grant het bevel om persoonlijk naar Chattanooga af te reizen. Hij werd benoemd tot bevelhebber van de pas opgerichte Military Division of the Mississippi. Het volledig gebied tussen de Appalachen tot en met de rivier de Mississippi kwam onder zijn leiding te staan. Grant kreeg de kans om Rosecrans te vervangen. Zijn keuze viel op Thomas. Grant arriveerde op 23 oktober aan het front.

## Samenstelling van de legers
Grants Military Division of the Mississippi bij Chattanooga bestond uit de volgende eenheden:
- De Army of the Tennessee onder leiding van generaal-majoor William T. Sherman. Deze bestond uit het XV Corps onder leiding van generaal-majoor Frank P. Blair, Jr. en de 2de divisie van het XVII Corps aangevoerd door brigadegeneraal John E. Smith.
- De Army of the Cumberland onder leiding van generaal-majoor George H. Thomas. Deze bestond uit het IV Corps aangevoerd door generaal-majoor Gordon Granger en het XIV Corps aangevoerd door generaal-majoor John M. Palmer.
- Generaal-majoor Joseph Hooker had het bevel over het XI Corps van generaal-majoor Oliver O. Howard en de 2de divisie van het XII Corps onder leiding van brigadegeneraal John W. Geary. (Tijdens de Slag bij Lookout Mountain had Hooker eveneens gedetacheerde divisies van het IV en XV korps onder zijn bevel.)

Braggs Army of Tennessee had de volgende eenheden tot zijn beschikking bij Chattanooga:
- Longstreets korps onder leiding van luitenant-generaal James Longstreet. Deze bestond uit de divisies van generaal-majoor Lafayette McLaws en brigadegeneraal Micah Jenkins (die John Bell Hood verving die gewond raakte bij Chickamuaga). Longstreets korps werd op 5 november naar Knoxville gestuurd.
- Hardees korps onder leiding van luitenant-generaal William J. Hardee. Deze bestond uit de divisies van de brigadegeneraals John K. Jackson (Cheathams divisie), J. Patton Anderson (Hindmans divisie), States Rights Gist (Walkers divisie) en generaal-majoor Simon B. Buckner (op 22 november naar Knoxville gestuurd).
- Breckinridges Corps onder leiding van generaal-majoor John C. Breckinridge Deze bestond uit de divisies van de generaal-majoors Patrick R. Cleburne, Alexander P. Stewart, Carter L. Stevenson en brigadegeneraal William B. Bate (Breckinridges divisie).[11]

## Het openen van de Cracker Line (Noordelijke bevoorradingslinies)
Brigadegeneraal William F. "Baldy" Smith, bevelhebber van de genie van het Army of the Cumberland, had een plan uitgewerkt om Rosecrans via een alternatieve route te bevoorraden. Toen Grant het bevel overnam, deelde Smith het plan mee. Grant was er onmiddellijk voor gewonnen. Brown’s Ferry was een oversteekplaats op de rivier de Tennessee ter hoogte van Moccasin Point. Vandaar liep een weg die via Lookout Valley en Wauhatchie Station naar Kelley’s Ferry liep. Dit was een plaats die binnen het bereik lag van de Noordelijke bevoorradingsschepen. Indien het Army of the Cumberland Brown’s Ferry kon innemen en de verbinding tot stand brengen met de eenheden van Hooker, kon men een beveiligde bevoorradingslinie openen bekend zou worden als de "Cracker Line".
Hooker liet generaal-majoor Henry W. Slocum, met een van zijn divisies van het XII korps, achter om de spoorweg tussen Murfreesboro en Bridgeport te bewaken. Slocums andere divisie, die aangevoerd werd door brigadegeneraal John W. Geary en het XI korps dienden zo snel mogelijk op te rukken door Lookout Valley. Slecht weer vertraagde hun opmars. Grant kon niet langer wachten en startte de operatie tegen Brown’s Ferry zonder te wachten op Hooker. Smith had een plan opgesteld om Brown’s Ferry in te nemen via een tangbeweging. Een brigade, onder leiding van brigadegeneraal William B. Hazen zou ‘s nachts de rivier oversteken om de westelijke oever in handen te krijgen. Een tweede brigade onder leiding van brigadegeneraal John B. Turchin zou via Moccasin Point oprukken om de aanval te ondersteunen.
Braxton Bragg wist niets over de aanval op Brown’s Ferry. Hij had evenwel informatie gekregen over de opmars van Hooker via Bridgeport. Dit was een potentiële bedreiging voor zijn linkerflank. Hij gaf het bevel aan Longstreet om extra eenheden naar Lookout Valley te sturen. Dit bevel werd echter genegeerd. Iets wat Bragg niet wist. Door Longstreets slordigheid bleven slechts twee regimenten over om Brown’s Ferry te beschermen.
In de vroege ochtend van 27 oktober dreven Hazens soldaten ongezien langs de Zuidelijke stellingen. Rond 04.40u hadden ze de hoger gelegen grond rond de oversteekplaats in handen. Een tegenaanval van de 15th Alabama Infantry werd afgeslagen. De zuidelijke bevelhebber kolonel William C. Oates raakte hierbij gewond. Brigadegeneraal Evander M. Law, Oates brigadebevelhebber, blokkeerde de weg naar Lookout Mountain en rapporteerde het Noordelijke success aan Longstreet. Longstreet zag het belang van dit rapport niet in. Hij dacht dat het om een afleidingsmanoeuvre ging. Bragg werd niet op de hoogte gebracht. Toen Bragg uiteindelijk toch het nieuws te horen kreeg, gaf hij Longstreet het dringende bevel om het verloren gegane terrein te heroveren. Opnieuw deed Longstreet niets. De Noordelijken kregen de tijd om hun stellingen te verstevigen.
Hookers eenheden marcheerden door Lookout Valley en vervoegden zich bij de eenheden van Hazen en Turchin om 15.45u op 28 oktober. Thomas’ staf kon nu de nodige voorbereidingen treffen om de bevoorrading via de “Cracker Line” te beginnen.

## DeSlag bij Wauhatchie
Longstreet had verschillende bevelen om Brown’s Ferry aan te vallen genegeerd. Nu kreeg hij het bevel om Hooker aan te vallen bij Wauhatchie. Daar had Hooker geen defensieve voorzorgen genomen. Hooker detacheerde brigadegeneraal John W. Gearys divisie naar Wauhatchie Station. Dit was een station op de Nashville and Chattanooga Railroad. Hiermee beschermde Hooker zijn communicatielijnen naar het zuiden en westen. Longstreet was verbaasd toen hij het tentenkamp van Geary zag. Zijn omvangrijke bagagetrein stond gewoon voor zijn stellingen geparkeerd.
Longstreet gaf het bevel tot een nachtelijke aanval, een zeldzaamheid in dit conflict. Hij zette slechts de brigades in van brigadegeneraals Evander M. Law en Micah Jenkinss divisie van Lookout Mountain. Veel minder dan Bragg had toegelaten. De aanval was gepland om 22.00u op 28 oktober. Het werd echter uitgesteld tot middernacht. Hoewel Geary een aanval verwachtte en dan ook wachtposten had uitgezet, kwam de aanval toch als een volledige verrassing. Door de druk van kolonel John Bratton vormden de Noordelijken een V-vormige linie die naar het noorden en oosten gericht was.
Toen Hooker de gevechten hoorde, stuurde hij twee divisies van het XI korps onder leiding van generaal-majoor Oliver O. Howard naar het strijdgewoel. Tegenstrijdige bevelen vertraagden de opmars. Hooker stelde verkeerdelijk eenheden op tegenover Laws en Bennings brigade die de Zuidelijke aanval ondersteunde. Verschillende Noordelijke aanvallen leverden niets op.
Toen Law een verkeerd rapport kreeg over een terugtocht van Bratton, besliste Law om zich terug te trekken. Net toen ze hun stellingen verlieten, werden ze aangevallen door de brigade van kolonel Orland Smith (Brigadegeneraal Adolph von Steinwehrs divisie). Ondertussen had Hooker cavalerie naar Geary gestuurd. Geary hield stand hoewel hij een tekort kreeg aan munitie. Net toen Bratton de beslissende aanval wilde inzetten, kreeg hij het bevel om zich terug te trekken. Hij trok zich terug naar Lookout Mountain.
Beide zijden hadden dit gevecht slordig aangepakt. Hookers slordigheid had hem in een gevaarlijke positie kunnen brengen. Grant dacht er zelfs over na om Hooker te ontslaan. Ook Bragg was niet tevreden over de prestaties van Longstreet.

## Longstreets vertrek
Hooker mocht blijven van Grant. Bragg zag echter zijn kans schoon om zich van Longstreet te ontdoen. Als antwoord op een suggestie van president Davis, stuurde Bragg Longstreet met twee divisies naar oostelijk Tennessee om een dreiging van generaal-majoor Ambrose Burnside in Knoxville tegen te gaan.
Bragg compenseerde het verlies van Longstreets divisies door de divisies van generaal-majoor Carter L. Stevenson en Benjamin F. Cheatham terug te roepen uit oostelijk Tennessee. Hij stuurde wel het merendeel van zijn cavalerie mee om Longstreet te begeleiden. Hierdoor splitste Bragg zijn leger in twee.

## Voorbereidingen voor de slag
Grant had nog twee weken na Wauhatchie tot Sherman zou arriveren. Hij gaf Thomas en Smith de opdracht om een aanvalsplan op Bragg uit te werken. Sherman zou de eerste aanval moeten uitvoeren op Braggs rechterflank. Het plan zou pas goedgekeurd worden nadat Sherman het ingekeken had. Na verschillende verkenningstochten presenteerden Thomas en Smith hun plan op 14 november. Shermans eenheden zouden via pas vernieuwde wegen door de heuvels ten noorden van Chattanooga marcheren. Dit was een weg die niet zichtbaar was vanaf de Zuidelijke stellingen op Lookout Mountain. Zo probeerden ze Bragg zand in de ogen te strooien door hem in het ongewisse te laten waar Sherman zou naartoe gaan, namelijk Chattanooga of Knoxville.
Smith zou alle beschikbare boten en pontons verzamelen om Shermans korps over de Tennessee te krijgen bij de monding van de South Chickamauga Creek. Om vandaar uit een aanval uit te voeren op de vijandelijke linkerflank bij Missionary Ridge. Indien de aanval slaagde, controleerden de Noordelijken twee spoorwegen die gebruikt werden om Braggs leger te bevoorraden. Zo zou Bragg gedwongen worden om het beleg op te geven. Thomas zou het vijandelijk centrum vastpinnen. Hooker zou een aanval uitvoeren op Lookout Mountain en doorstoten naar Rossville. Vandaar uit zou hij de terugtocht kunnen afsnijden van het verslagen Zuidelijke leger.
In de late avond van 14 november arriveerde Sherman aan het hoofd van zijn eenheden. Hij tuurde naar Missionary Ridge en deelde mee dat hij zijn opdracht zou kunnen uitvoeren tegen 09.00u op de voorziene dag. Grant keurde het plan van Thomas en Smith goed. Grant wilde echter dat de klemtoon van de aanval op Sherman zou liggen en niet op die van Hooker.
Shermans hoofdmacht had nog een redelijke afstand te overbruggen voor ze inzetbaar zouden zijn. De aanval was voorzien op 21 november. Op 20 november werd de aanval uitgesteld wegens te weinig beschikbare eenheden. Grant stond onder toenemende druk van Washington om de aanval in te zetten. Lincoln vreesde voor de opmars van Longstreet tegen Burnside in Knoxville.
Omdat Bragg het merendeel van cavalerie had meegestuurd met Longstreet, had hij weinig mogelijkheden om inlichtingen te verzamelen. Hij ging ervan uit dat Shermans korps naar Knoxville oprukte. Daarom dacht Bragg dat de hoofdaanval op zijn linkerflank bij Lookout Mountain zou uitgevoerd worden. Op 12 november werd Carter Stevenson tot bevelhebber benoemd van de verdediging van Lookout Mountain. Stevensons eigen divisie werd op de top opgesteld. De brigades van John K. Jackson, Edward C. Walthall en John C. Moore werden op de richel opsteld. Hoewel Stevenson een artilleriebatterij op de berg opgestelde, was het vrijwel onmogelijk om de kanonnen zo te richten dat ze de aanvallers onder vuur konden nemen. In Chattanooga Valley en op Missionary Ridge hadden de Zuidelijken slechts 16.000 soldaten ter beschikking om een 7,5 km lang front te verdedigen. Bragg verzwakte zijn linies nog verder door op 22 november de eenheden van generaal-majoor Patrick R. Cleburne terug te trekken naar Chickamauga Station.

## De veldslagen rond Chattanooga

### Orchard Knob

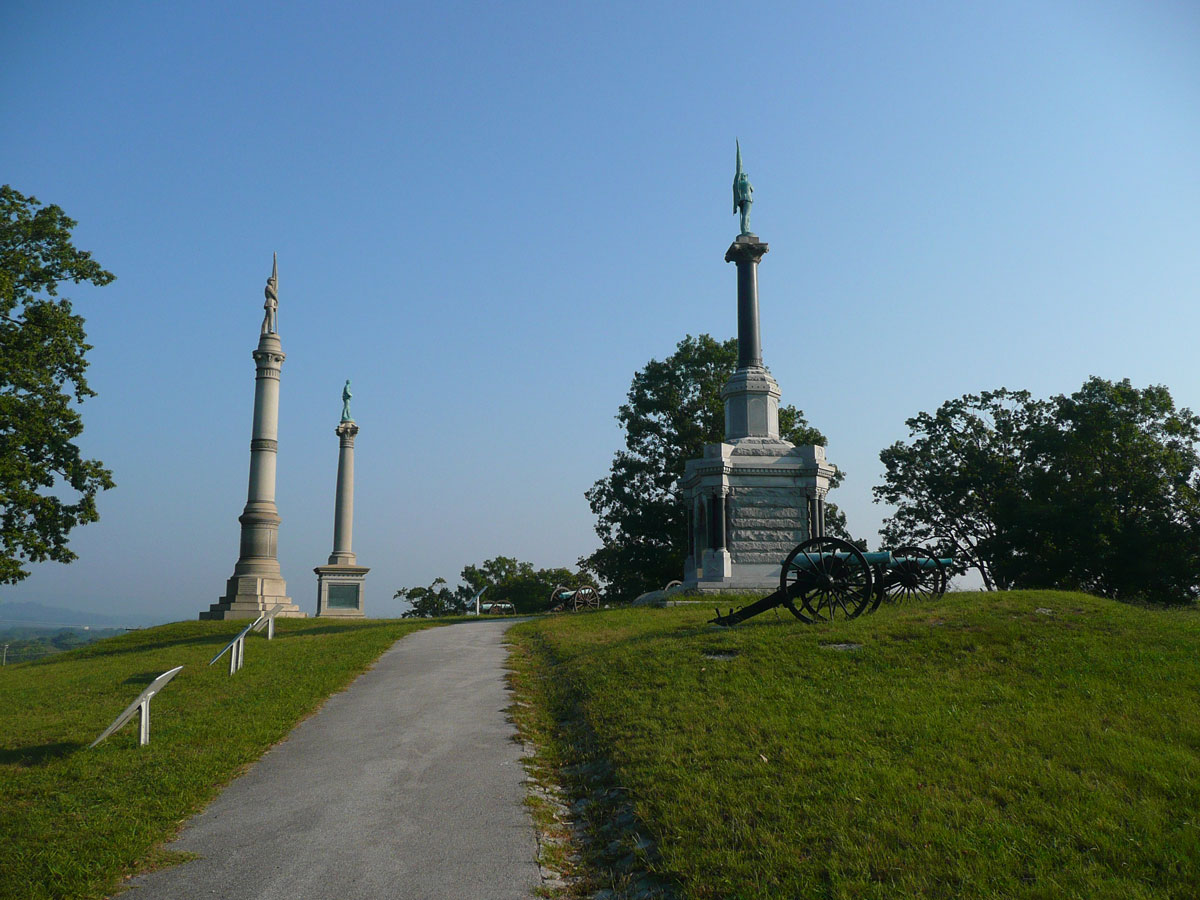
De monumenten op Orchard Knob.

Op 23 november zagen Noordelijke verkenners de colonnes van Cleburne en Buckner wegtrekken van Missionary Ridge. Zuidelijke deserteurs beweerden bovendien dat de rest van het Zuidelijke leger zich opmaakte om te vertrekken. Grant dacht dat Bragg Longstreet zou ondersteunen en probeerde deze manoeuvres te verhinderen. Thomas stuurde zijn divisie onder leiding van brigadegeneraal Thomas J. Wood naar voren om de sterkte van de vijandelijke linie te achterhalen zonder gevechten aan te gaan. Woods soldaten verzamelden zich en observeerden hun doel die ongeveer 2 km in oostelijke richting lag. Dit was een kleine heuvel van ongeveer 30 m hoog die bekendstond als Orchard Knob of Indian Hill. De divisie van generaal-majoor Philip Sheridan zou de rechterflank beschermen terwijl Howards XI korps de linkerflank zou beveiligen. Zo stonden er 20.000 soldaten opgesteld zoals ze op een paradeplein zouden marcheren.
Om 13.30u marcheerden 14.000 Noordelijke soldaten in paradepas naar voren. De 600 Zuidelijke verdedigers waren zo onder de indruk dat ze slechts eenmaal vuurden voor ze onder de voet werden gelopen. Er vielen langs beide zijden maar weinig slachtoffers. Grant en Thomas veranderen de originele orders en lieten de soldaten hun nieuwe posities versterken in plaats van zich terug te trekken. Orchard Knob werd ingericht als Grants en Thomas’ hoofdkwartier voor de rest van de veldtocht.
Bragg paste zijn strategie zeer snel aan. Hij riep alle eenheden terug die zich binnen een dag marcheren bevonden. Cleburnes divisie keerde ‘s nachts terug van Chickamauga Station. Bragg versterkte zijn rechterflank met eenheden van zijn linkerflank. Hij stuurde generaal-majoor William H. T. Walkers divisie van de voet van Lookout Mountain naar de uiterst rechtse flank op Missionary Ridge net ten zuiden van Tunnel Hill. Hardee kreeg het bevel over zijn rechterflank. De linkerflank stond nu onder het bevel van Carter Stevenson. In het centrum gaf Breckinridge het bevel aan zijn eenheden om hun stellingen op Missionary Ridge te versterken. Deze taak was de voorafgaande weken verwaarloosd door Bragg. De helft van de eenheden groef zich in op de heuvelrug, terwijl de andere helft in schuttersputten de voet van de heuvelrug zou verdedigen.
Ook de Noordelijke plannen werden aangepast. Sherman had drie divisies klaar om de Tennessee over te steken. De pontonbrug bij Brown’s Ferry was echter los geraakt. Daardoor zat de divisie van brigadegeneraal Peter J. Osterhaus vast in Lookout Valley. Toen Sherman de nodige garanties had gegeven aan Grant dat de aanval ook met drie divisies zou lukken, greep Grant terug naar het originele plan. Osterhaus’ divisie werd toegevoegd bij Hooker om een uitgebreidere aanval uit te voeren op Lookout Mountain.

### DeSlag bij Lookout Mountain

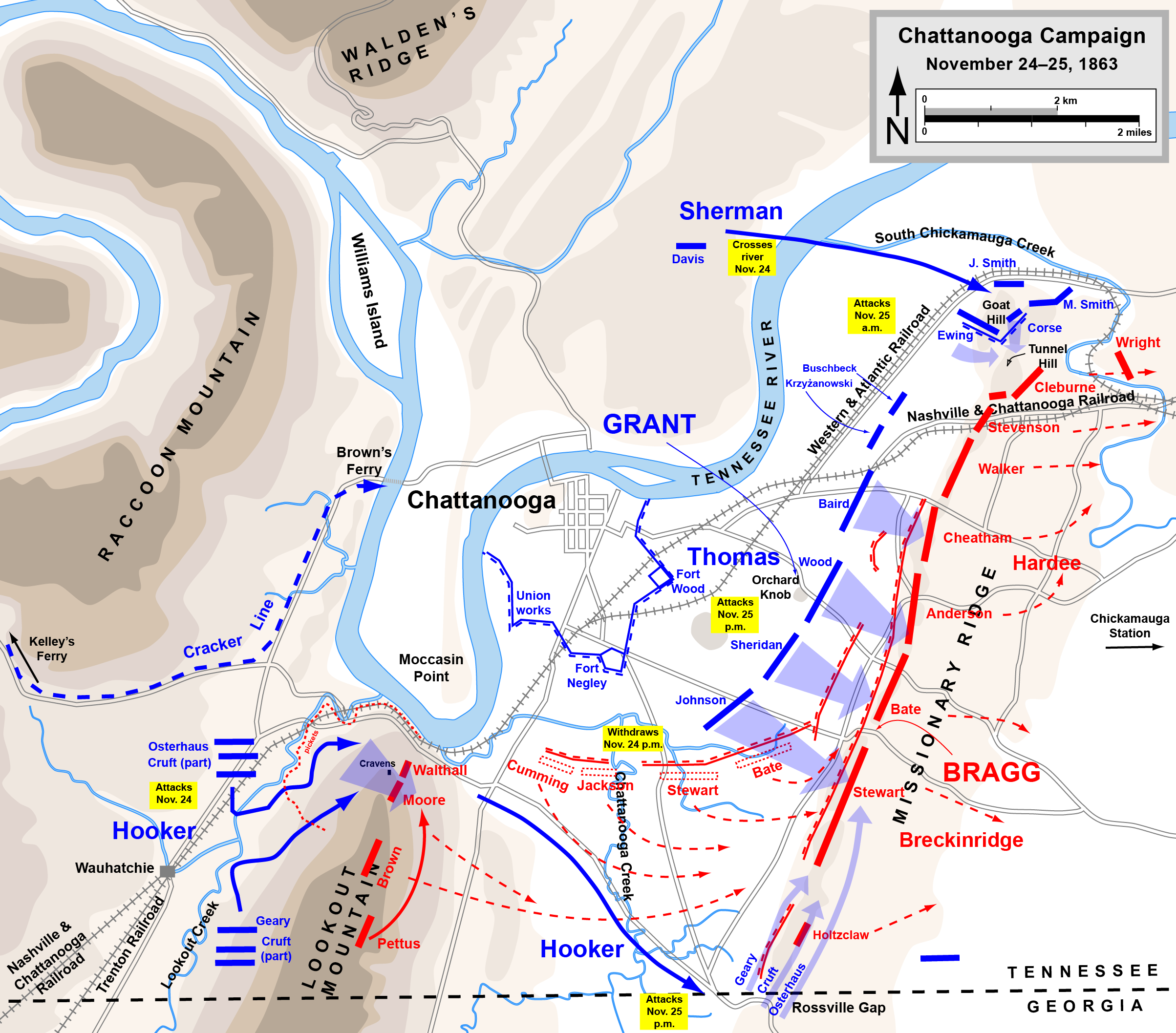
Veldslagen rond Chattanooga op 24 en 25 november 1863.

Op 24 november had Hooker ongeveer 10.000 soldaten ter zijner beschikking om Lookout Mountain aan te vallen. Deze troepensterkte was ingedeeld in drie divisies, namelijk die van brigadegeneraal John W. Geary (XII Korps), brigadegeneraal Charles Cruft (XIV Korps) en brigadegeneraal Peter J. Osterhaus (XV korps). Grant gaf toe dat dit een te sterke strijdmacht was om als afleidingsmanoeuvre te kunnen doorgaan. Hooker kreeg het bevel om “alleen Lookout Mountain in te nemen als het praktisch nut had.” Hooker negeerde deze subtiliteit en gaf het bevel aan Geary om "Lookout Creek over te steken en Lookout Mountain aan te vallen en daarbij iedere rebel te doden."
De opmars van Cruft en Osterhaus liep vertraging op bij Lookout Creek. Geary stak de rivier over bij een onbewaakt terrein. Uiteindelijk botste hij op de brigade van Edward C. Walthall van generaal-majoor Benjamin F. Cheathams divisie. Geary viel uit noordoostelijke richting aan langs de voet van Lookout Mountain en duwde de in de minderheid zijnde soldaten van Walthall terug naar Cravens House.

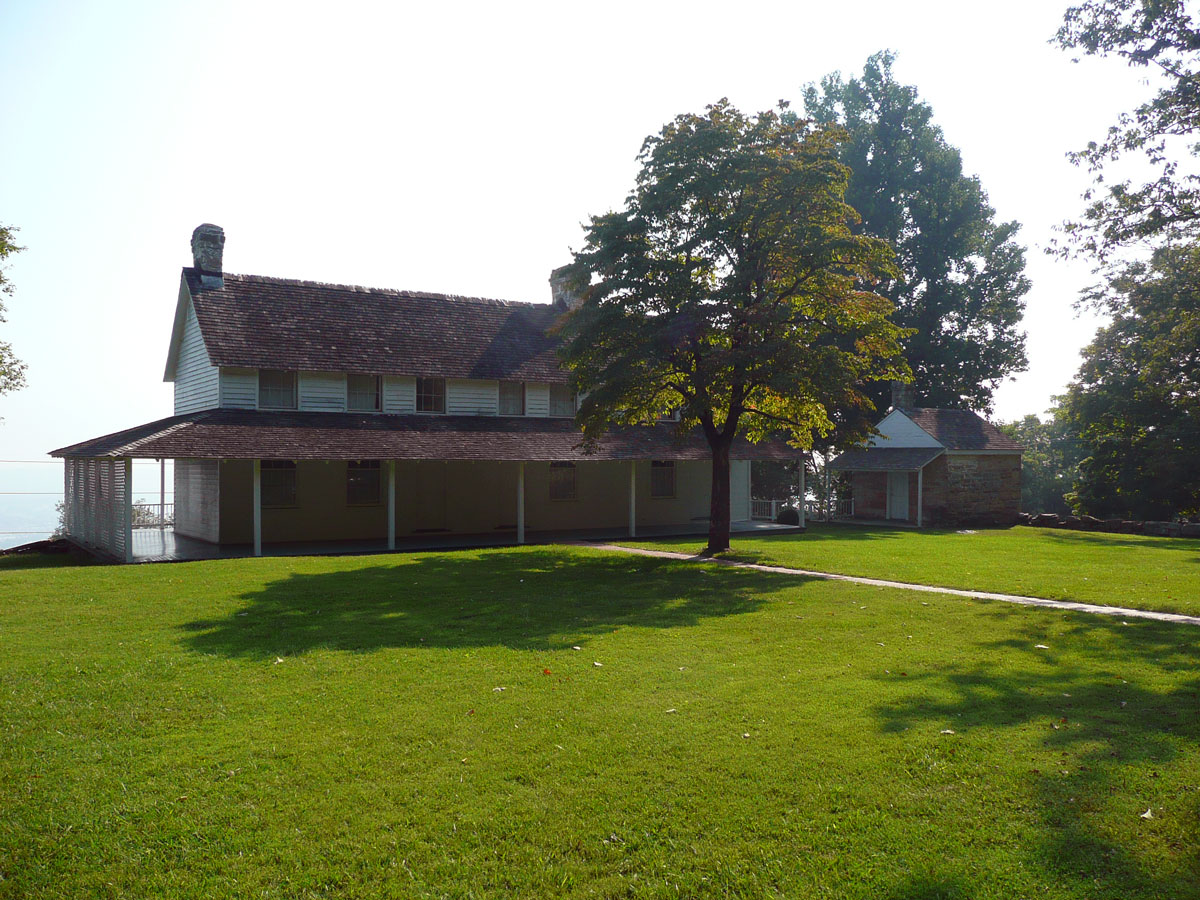
Cravens house op Lookout Mountain.

De soldaten van brigadegeneraal John C. Browns brigade op de top van de berg stonden machteloos toe te kijken hoe hun kameraden verjaagd werden. Dankzij het succes van Geary slaagden de andere twee Noordelijke divisies er eveneens in om de rivier over te geraken. Brigadegeneraal John C. Moore stuurde rond 13.00u zijn brigade naar voren om Geary en Walter C. Whitaker (Crufts divisie) aan te vallen. Moore moest zich ook terugtrekken en werd al snel gevolgd door de soldaten van Edmund Pettus.
Rond 15.00u kwam er dichte mist op. Brigadegeneraal Montgomery C. Meigs, kwartiermeester-generaal van het Noordelijke leger, was de eerste die dit gevecht als de “Slag boven de wolken” omschreef. Beide zijden bleven op elkaar vuren zonder veel schade aan te richten bij de tegenpartij. Hooker verstuurde verschillende hoogdravende berichten naar Grant. Uiteindelijk rapporteerde hij dat de vijand hoogstwaarschijnlijk de berg in de loop van de nacht zou verlaten. Bragg besefte dat Lookout Mountain verloren was en gaf het bevel om de stellingen te evacueren. De mist trok op na middernacht. Tijdens een maansverduistering trokken de divisies van Stevenson en Cheatham zich terug over de Chattanooga Creek. De bruggen werden verbrand toen hun soldaten de overkant bereikt hadden.
Tijdens die nacht vroeg Bragg aan zijn twee korpsbevelhebbers of er nog gevochten diende te worden of ze zich zouden terugtrekken. Hardee pleitte voor de terugtocht. Breckenridge overtuigde Bragg echter om het gevecht verder te zetten vanuit hun sterke defensieve stellingen op Missionary Ridge. De eenheden van Lookout Mountain trokken zich terug en werden heropgesteld op de rechterflank.

### DeSlag bij Missionary Ridge
In de ochtend van 24 november staken de drie overige divisies van Sherman met succes de Tennessee over. Door verkeerde inlichtingen werden zijn eenheden naar Goat Hill gebracht in plaats van naar het noordelijke uiteinde Missionary Ridge. Sherman gaf dan maar het bevel om zich in te graven op Goat Hill.
Op 25 november paste Grant zijn plan aan en gaf de voorkeur aan een aanval op beide flanken door Sherman en Hooker. Nadat Sherman Missionary Ridge bereikt had, zou Thomas vanuit het noorden en Hooker vanuit het zuiden moeten oprukken.
Grant had geen verdere plannen met Hooker buiten Braggs aandacht af te leiden door voortdurende schijnaanvallen uit te voeren vanuit Lookout Mountain. Thomas echter had liever dekking op zijn flank. Daarom vroeg hij aan Hooker om Braggs linkerflank bij Rossville Gap te bedreigen. In de loop van de ochtend voerde Sherman verschillende aanvallen uit op Cleburnes stellingen op Tunnel Hill. Hoewel hij veel meer manschappen had, zette Sherman slechts drie brigades in en boekte geen resultaten. Hookers opmars werd uren vertraagd door de verbrande bruggen over de Chattanooga Creek.
Rond 15.30u zaten de Noordelijke aanvallen op beide flanken geblokkeerd. Grant gaf het bevel aan Thomas om het vijandelijk centrum aan te vallen. De soldaten van het Army of the Cumberland verjoegen al snel de Zuidelijken uit de voorste schuttersputten. Ze stonden evenwel bloot aan het vernietigende vuur vanop de top van de heuvelrug. Veel van de Noordelijke aanvallers hadden meegevochten in Chickamauga en werden uitgelachen en beschimpt door de troepen van Sherman en Hooker. Ze lagen onder zwaar vuur en raakten niet vooruit of achteruit. Om zichzelf te zuiveren van alle blaam voerden ze aanval na aanval uit op de Zuidelijke stellingen. Bragg had zijn artillerie te hoog op de heuvelrug opgesteld. Daarom kon hij geen effectieve steun verlenen tegen de voortdurende Noordelijke aanvallen. De Noordelijke opmars was ongeordend maar boekte resultaat. De ondoorbreekbaar geachte Zuidelijke linie werd doorbroken.
Grant was furieus toen zijn bevelen om slechts tot de voorste vijandelijke stellingen op te rukken, genegeerd werd. Ook Thomas had dit verloop niet verwacht. Hij droeg de verantwoordelijkheid indien de aanval mislukte. De aanval slaagde wel. Rond 16.30u was Braggs linie doorbroken. Zijn eenheden vluchtten in paniek de andere zijde van Missionary Ridge af richting South Chickamauga Creek. Alleen de eenheden van Cleburne bleven op post. Samen met twee andere brigades vormde Cleburnes divisie de achterhoede van het vluchtende Zuidelijke leger.

### Rossville Gap
Toen generaal-majoor Joseph Hookers eenheden rond 10.00u van Lookout Mountain in oostelijke richting marcheerden stootten ze op een eerste obstakel. De brug over Chattanooga Creek, op ongeveer 1,5 km van Rossville Gap, was in brand gestoken toen de Zuidelijken zich de nacht ervoor hadden terug getrokken. Brigadegeneraal Peter J. Osterhaus zette een 70 man tellende genie-eenheid aan het werk om de brug te herstellen. Soldaten van de 27th Missouri bouwden ondertussen een gammele voetgangersbrug zodat de soldaten één per één de Creek konden oversteken. Hierdoor had Hookers opmars drie uur vertraging opgelopen. Zijn eenheden arriveerden bij Rossville Gap rond 15.30u.
Toen de Noordelijken zijn korps in de pan hakten, was Breckinridge afwezig. In de vroege middag was hij naar zijn linkerflank gereden omdat hij vreesde dat dit punt niet sterk genoeg was. Rond 15.30u, het tijdstip waarop Thomas de aanval inzette met vier divisies op Missionary Ridge, bezocht Breckinridge de brigade van kolonel James T. Holtzclaw. Deze brigade in zuidwestelijke richting opgesteld met een duidelijk zicht op Hooker bij Chattanooga Creek. Om het onverdedigde Rossville Gap veilig te stellen, stuurde Breckinridge enkele regimenten van Holtzclax naar de pas. Het was echter te laat. Toen de Zuidelijken bij de pas arriveerden, was Osterhaus’ divisie er al door gemarcheerd. Luitenant J. Cabell Breckinridge, zoon van, werd gevangengenomen door soldaten van de 9th Iowa.
Hooker stelde zijn troepen op om in noordelijke richting op te rukken in een drievoudige aanval. Hij stuurde Osterhaus langs een pad ten oosten van Missionary Ridge. Cruft werd naar de heuvelrug zelf gestuurd en Geary werd langs de westelijke zijde van de heuvelrug gestuurd. Holtzclaw formeerde een slaglinie en opende het vuur op de oprukkende Noordelijken. Cruft en Osterhaus liepen Holtzclaw al snel onder de voet. Toen Breckinridge het lawaai uit noordelijke richting hoorde, reed hij naar het strijdtoneel om te achterhalen wat er gebeurde. Holtzclaw trok zich terug, maar in zijn achterhoede stond de eenheid van kolonel Anson G. McCook opsteld. Holtzclaw en 700 soldaten gaven zich over.

## Terugtocht en achtervolging
Tijdens de nacht gaf Bragg het bevel aan zijn leger om zich terug te trekken naar Chickamauga Station. Op 26 november werd de terugtocht verder gezet door twee colonnes richting Dalton, Georgia langs twee verschillende routes. Alleen Sheridan probeerde de achtervolging in te zetten. Hij staakte zijn poging toen bleek dat hij niet ondersteund werd door Granger of Thomas.
De tweede achtervolgingspoging, die bevolen werd door Grant, strandde na de Slag bij Ringgold Gap. Op 27 november rond 03.00u wachtte Cleburne de Noordelijken op. Toen de vijand dicht genoeg was, openden Cleburnes soldaten het vuur. De Noordelijken werden volledig verrast. Toch probeerden ze het initiatief te heroveren door hun aantallen in te zetten. Hooker gaf het bevel om de Zuidelijken te flankeren op beide flanken. De Zuidelijken hielden stand. De strijd tussen de 4.100 Zuidelijken en 12.000 Noordelijken duurde vijf uur. Cleburnes soldaten hielden stand tot rond de middag. Daarna trokken ze zich terug. Ondertussen was de Zuidelijke bagagetrein veilig over Ringgold Gap geraakt.
Grant staakte de achtervolging. Zijn soldaten waren uitgeput en hadden te weinig munitie. Bovendien drong het hoofdkwartier in Washington erop aan om Burnside bij Knoxville te ondersteunen. Lincoln stuurde een telegram met de volgende boodschap aan Grant: "Goed gedaan. Dank u voor de inspanning. Denk aan Burnside."

## Gevolgen

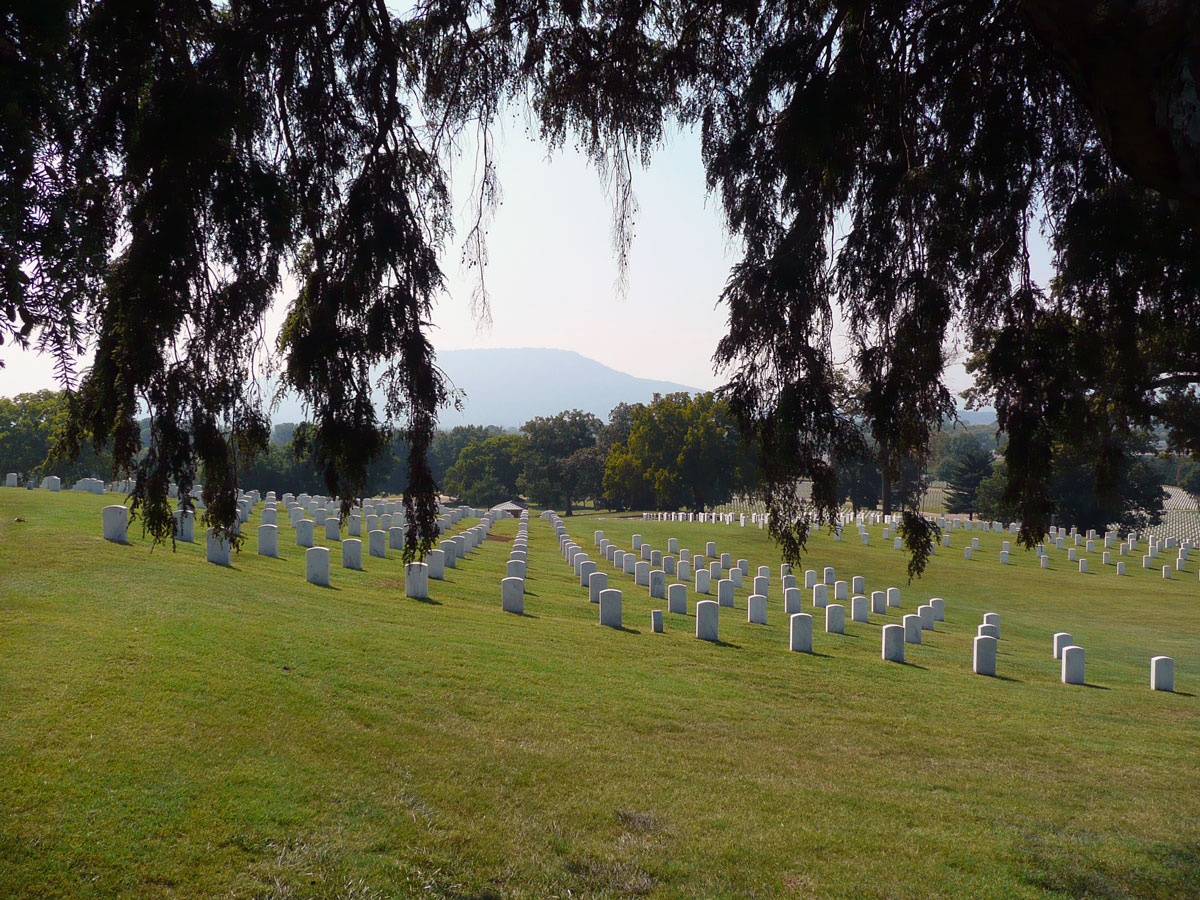
National cemetery bij Chattanooga met zicht op Lookout Mountain.

De Noordelijken hadden 5.824 soldaten verloren (753 gesneuvelden, 4.722 gewonden en 349 vermisten), oftewel ongeveer 10 procent van de 56.000 soldaten. Bragg vermeldde een Zuidelijk verlies van 6.667 soldaten (361 gesneuvelden, 2.160 gewonden en 4.146 vermisten die voornamelijk krijgsgevangen werden gemaakt.) Bragg had 44.000 soldaten te zijner beschikking tijdens de slag. De Zuidelijke verliezen kunnen hoger geweest zijn omdat Grant 6.142 krijgsgevangenen vermeldt.
Een van de twee grote Zuidelijke legers had het op een lopen gezet. Bragg gebruikte Breckinridge als zondebok voor de nederlaag van het leger. Breckinridge werd ontslagen nadat hij beschuldigd was voor dronkenschap tussen 23 en 27 november.
In oostelijk Tennessee liep Longstreets offensief tegen Burnside op niets uit. Op 29 november mislukte de aanval op Fort Sanders. Hoewel Longstreet het bevel had gekregen om opnieuw aansluiting te zoeken met Bragg, vond Longstreet dit praktisch onuitvoerbaar. Hij zou teruggaan naar Virginia, maar Longstreet zou wel het beleg van Knoxville volhouden om te verhinderen dat Burnside en Grant samen het Army of Tennessee zouden vernietigen. Dit plan bleek succesvol. Grant stuurde 25.000 soldaten onder leiding van Sherman om het beleg van Knoxville te doorbreken. Op 4 december gaf Longstreet het beleg op. Na een verblijf in winterkwartieren was Longstreet in de lente van 1864 terug in Virginia.
Het Zuidelijk enthousiasme na de overwinning bij Chickamauga werd de grond in geboord na de smadelijke nederlaag bij Chattanooga. Tennessee was volledig in Noordelijke handen gevallen inclusief Chattanooga dat als de poort naar het diepe zuiden gezien werd. De stad werd de logistieke basis voor de Atlantaveldtocht van Sherman in 1864 en voor het Army of the Cumberland. Na deze overwinning werd Grant benoemd tot de bevelhebber van alle Noordelijke legers in maart 1864.

## Aanbevolen lectuur
- Horn, Stanley F. The Army of Tennessee: A Military History. Indianapolis: Bobbs-Merrill, 1941.
- Kagan, Neil, and Stephen G. Hyslop. National Geographic Atlas of the Civil War: A Comprehensive Guide to the Tactics and Terrain of Battle. National Geographic, 2008. ISBN 978-1-4262-0347-3.
- Woodworth, Steven E. Nothing but Victory: The Army of the Tennessee, 1861–1865. New York: Alfred A. Knopf, 2005. ISBN 0-375-41218-2.
- Sword, Wiley. Mountains Touched with Fire: Chattanooga Besieged, 1863. New York: St. Martin's Press, 1995. ISBN 0-312-15593-X.
- Watkins, Sam. Co. Aytch Maury Grays, First Tennessee Regiment or, A Side Show of the Big Show. Cumberland Presbyterian Publishing House, 1882.
- Woodworth, Steven E. Jefferson Davis and His Generals: The Failure of Confederate Command in the West. Lawrence: University Press of Kansas, 1990. ISBN 0-7006-0461-8.
- Woodworth, Steven E. This Grand Spectacle: The Battle of Chattanooga. Abilene, TX: McWhiney Foundation, 1999. ISBN 978-0-585-35007-3.